# Представлення знань
Предста́влення зна́нь або подання знань має кілька значень:
- галузь досліджень, пов'язана з філософією формалізму[en] та когнітивною психологією;
- галузь досліджень штучного інтелекту;
- одна із функцій експертної системи.

Представлення знань у когнітології пов'язано з тим, як люди зберігають і опрацьовують дані. Предмет дослідження в цій галузі — методи асоціативного збереження інформації, подібні до тих, що існують в мозку людини.
У штучному інтелекті основна мета представлення знань — навчитися зберігати знання так, щоб програми могли опрацьовувати їх і досягати подібності з людським інтелектом. Дослідники штучного інтелекту використовують теорії подання знань з когнітології. Проблема представлення знань є однією з найважливіших проблем, характерних для систем, що базуються на знаннях. Це пояснюється тим, що форма представлення знань впливає на характеристики і властивості системи. Центральним завданням побудови систем, що базуються на знаннях, є вибір форми (моделі, мови, методу) представлення знань.
Представлення знань — це множина синтаксичних і семантичних угод, що роблять можливим формальне вираження знань про предметну галузь у комп'ютерно інтерпретованій формі. Найрозповсюдженішими є такі моделі представлення знань: логічні моделі, продукційні моделі, фреймові моделі, семантичні мережі.

## Моделі представлення знань
Продукційна модель, або модель, заснована на правилах, дозволяє представити знання у вигляді пропозицій типу «якщо (умова) …, то (дія)». Під умовою (антецедентом) розуміється деяке пропозиція-зразок, за яким здійснюється пошук у базі знань, а під дією (консеквентом) — деякі дії, що виконуються при успішному результаті пошуку. Виведення на такій базі знань буває прямий (від даних до пошуку мети) або зворотний (від мети для її підтвердження — до даних).
Семантична мережа — це орієнтований граф, вершини якого — поняття, а дуги — відносини між ними. Як понять виступають абстрактні або конкретні об'єкти, відносини — це зв'язки типу: «це», «має частиною», «належить», «любить» (рис. 9.8).
Термін «семантична» означає «смислова». Семантика — це наука, що встановлює відносини між символами і об'єктами, які вони позначають, тобто наука визначальна сенс знаків.
Характерна риса семантичної мережі — наявність трьох типів відносин:[джерело не вказане 1554 дні]
1. клас — елемент класу (квітка — троянда);
2. властивість — значення (колір — жовтий);
3. приклад елемента класу (троянда чайна).

Фрейм — це абстрактний образ для представлення якогось стереотипу сприйняття. Термін «фрейм» (від англ .frame — каркас, рамка) запропонований в 1979 р Марвіном Мінським для позначення структури знань в цілях сприйняття просторових сцен.
Розрізняють фрейми-зразки і фрейми-екземпляри, які створюються для відображення реальних фактичних ситуацій на основі даних, що надходять.
Формальні логічні моделі передбачають, що вся інформація, необхідна для вирішення прикладних завдань, розглядається як сукупність фактів і тверджень, які представляються як формули в деякій логіці. Знання відображаються сукупністю таких формул, а отримання нових знань зводиться до реалізації процедур логічного висновку.